# Distrito electoral de Cajamarca
Cajamarca es uno de los 27 distritos electorales representados en el Congreso de la República del Perú. La circunscripción elige actualmente a 6 congresistas. Sus límites corresponden a los del departamento de Cajamarca. El sistema electoral utiliza el método D'Hondt y una representación proporcional con doble voto preferencial opcional.

## Representantes
| 6 | 4 |

| 2 | 7 | 1 |

| 1 | 1 | 5 | 3 |

| 1 | 1 | 2 | 1 |

| 2 | 1 | 1 | 1 |

| 2 | 1 | 3 |

| 1 | 1 | 4 |

| 1 | 1 | 1 | 2 | 1 |

| 3 | 1 | 1 | 1 |

## Elecciones

### Elecciones parlamentarias de 2021
| Partidos y coaliciones | Partidos y coaliciones                    | Voto popular | Voto popular | Voto popular | Escaños | Escaños |
| Partidos y coaliciones | Partidos y coaliciones                    | Votos        | %            | ±pp          | Total   | +/−     |
| ---------------------- | ----------------------------------------- | ------------ | ------------ | ------------ | ------- | ------- |
|                        | Perú Libre (PL)                           | 150,121      | 32.17        | +30.84       | 3       | +3      |
|                        | Alianza para el Progreso (APP)            | 53,898       | 11.55        | –6.32        | 1       | –1      |
|                        | Acción Popular (AP)                       | 41,558       | 8.91         | –4.93        | 1       | ±0      |
|                        | Fuerza Popular (FP)                       | 40,379       | 8.65         | +1.34        | 1       | ±0      |
|                        | Juntos por el Perú (JP)                   | 35,258       | 7.56         | +1.51        | 0       | ±0      |
|                        | Somos Perú (SP)                           | 30,050       | 6.44         | –0.60        | 0       | –1      |
|                        | Renovación Popular (RP)                   | 19,217       | 4.12         | Nuevo        | 0       | ±0      |
|                        | Victoria Nacional (VN)                    | 18,338       | 3.93         | Nuevo        | 0       | ±0      |
|                        | Podemos Perú (PP)                         | 17,177       | 3.68         | –2.64        | 0       | ±0      |
|                        | Avanza País (AvP)                         | 14,620       | 3.13         | +0.80        | 0       | ±0      |
|                        | Frente Popular Agrícola del Perú (Frepap) | 11,962       | 2.56         | –2.28        | 0       | ±0      |
|                        | Partido Morado (PM)                       | 10,599       | 2.27         | –1.64        | 0       | ±0      |
|                        | Frente Amplio (FA)                        | 7,471        | 1.60         | –7.34        | 0       | –1      |
|                        | Partido Nacionalista Peruano (PNP)        | 7,389        | 1.58         | n/a          | 0       | ±0      |
|                        | Renacimiento Unido Nacional (RUNA)        | 3,823        | 0.82         | –3.49        | 0       | ±0      |
|                        | Partido Popular Cristiano (PPC)           | 2,703        | 0.58         | –2.04        | 0       | ±0      |
|                        | Democracia Directa (DD)                   | 2,070        | 0.44         | –2.46        | 0       | ±0      |
|                        |                                           |              |              |              |         |         |
| Total                  | Total                                     | 466,633      |              |              | 6       | ±0      |
|                        |                                           |              |              |              |         |         |
| Votos válidos          | Votos válidos                             | 466,633      | 67.55        | –8.92        |         |         |
| Votos en blanco        | Votos en blanco                           | 121,741      | 17.62        | +13.97       |         |         |
| Votos nulos            | Votos nulos                               | 102,462      | 14.83        | –5.05        |         |         |
| Votos emitidos         | Votos emitidos                            | 690,836      | 62.62        | –3.60        |         |         |
| Abstenciones           | Abstenciones                              | 412,411      | 37.38        | +3.60        |         |         |
| Votantes registrados   | Votantes registrados                      | 1,103,247    |              |              |         |         |
|                        |                                           |              |              |              |         |         |
| Fuente:                |                                           |              |              |              |         |         |

### Elecciones parlamentarias de 2020
| Partidos y coaliciones | Partidos y coaliciones                    | Voto popular | Voto popular | Voto popular | Escaños | Escaños |
| Partidos y coaliciones | Partidos y coaliciones                    | Votos        | %            | ±pp          | Total   | +/−     |
| --- | ----------------------------------------- | ------------ | ------------ | ------------ | ------- | ------- |
| | Alianza para el Progreso1 (APP)           | 97,636       | 17.87        | n/a          | 2       | +1      |
| | Acción Popular (AP)                       | 75,610       | 13.84        | +9.29        | 1       | +1      |
| | Frente Amplio (FA)                        | 48,829       | 8.94         | +0.79        | 1       | ±0      |
| | Fuerza Popular (FP)                       | 39,945       | 7.31         | –21.62       | 1       | –3      |
| | Somos Perú1 (SP)                          | 38,475       | 7.04         | n/a          | 1       | +1      |
| | Podemos Perú (PP)                         | 34,517       | 6.32         | Nuevo        | 0       | ±0      |
| | Juntos por el Perú (JP)                   | 33,089       | 6.06         | Nuevo        | 0       | ±0      |
| | Unión por el Perú2 (UPP)                  | 27,827       | 5.09         | n/a          | 0       | ±0      |
| | Frente Popular Agrícola del Perú (Frepap) | 26,439       | 4.84         | Nuevo        | 0       | ±0      |
| | Renacimiento Unido Nacional (RUNA)        | 23,529       | 4.31         | Nuevo        | 0       | ±0      |
| | Partido Morado (PM)                       | 21,348       | 3.91         | Nuevo        | 0       | ±0      |
| | Democracia Directa (DD)                   | 15,871       | 2.90         | –36.51       | 0       | ±0      |
| | Partido Popular Cristiano3 (PPC)          | 14,343       | 2.63         | n/a          | 0       | ±0      |
| | Avanza País (AvP)                         | 12,708       | 2.33         | Nuevo        | 0       | ±0      |
| | Partido Aprista Peruano3 (APRA)           | 8,721        | 1.60         | n/a          | 0       | ±0      |
| | Perú Libre (PL)                           | 7,289        | 1.33         | Nuevo        | 0       | ±0      |
| | Perú Nación (PN)                          | 6,434        | 1.18         | Nuevo        | 0       | ±0      |
| | Vamos Perú3 (VP)                          | 6,188        | 1.13         | n/a          | 0       | ±0      |
| | Perú Patria Segura (PPS)                  | 5,149        | 0.94         | Nuevo        | 0       | ±0      |
| | Contigo4 (C)                              | 2,527        | 0.46         | –4.78        | 0       | ±0      |
| |                                           |              |              |              |         |         |
| Total | Total                                     | 546,474      |              |              | 6       | ±0      |
| |                                           |              |              |              |         |         |
| Votos válidos | Votos válidos                             | 546,474      | 76.47        | +8.49        |         |         |
| Votos en blanco | Votos en blanco                           | 26,064       | 3.65         | –12.54       |         |         |
| Votos nulos | Votos nulos                               | 142,103      | 19.88        | +4.05        |         |         |
| Votos emitidos | Votos emitidos                            | 714,641      | 66.22        | –11.01       |         |         |
| Abstenciones | Abstenciones                              | 364,562      | 33.78        | +11.01       |         |         |
| Votantes registrados | Votantes registrados                      | 1,079,203    |              |              |         |         |
| |                                           |              |              |              |         |         |
| Fuente: |                                           |              |              |              |         |         |
| Notas al pie: 1 Dentro de la coalición Alianza para el Progreso del Perú en las elecciones de 2016. 2 Dentro de la coalición Alianza Solidaridad Nacional en las elecciones de 2016 (retiraron su candidatura). 3 Dentro de la coalición Alianza Popular en las elecciones de 2016. 4 Comparado con los resultados de su partido antecesor Peruanos por el Kambio en las elecciones de 2016. |                                           |              |              |              |         |         |
| Notas al pie: |                                           |              |              |              |         |         |
| 1 Dentro de la coalición Alianza para el Progreso del Perú en las elecciones de 2016. 2 Dentro de la coalición Alianza Solidaridad Nacional en las elecciones de 2016 (retiraron su candidatura). 3 Dentro de la coalición Alianza Popular en las elecciones de 2016. 4 Comparado con los resultados de su partido antecesor Peruanos por el Kambio en las elecciones de 2016.               |                                           |              |              |              |         |         |

### Elecciones parlamentarias de 2016
| Partidos y coaliciones | Partidos y coaliciones                         | Voto popular | Voto popular | Voto popular | Escaños | Escaños |
| Partidos y coaliciones | Partidos y coaliciones                         | Votos        | %            | ±pp          | Total   | +/−     |
| --- | ---------------------------------------------- | ------------ | ------------ | ------------ | ------- | ------- |
| | Democracia Directa1 (DD)                       | 208,935      | 39.41        | +39.21       | 0       | ±0      |
| | Fuerza Popular2 (FP)                           | 153,384      | 28.93        | –7.12        | 4       | +1      |
| | Alianza para el Progreso del Perú3 (APP–RN–SP) | 47,304       | 8.92         | n/a          | 1       | +1      |
| | Frente Amplio (FA)                             | 43,201       | 8.15         | Nuevo        | 1       | +1      |
| | Peruanos por el Kambio (PPK)                   | 27,771       | 5.24         | Nuevo        | 0       | ±0      |
| | Acción Popular4 (AP)                           | 24,104       | 4.55         | n/a          | 0       | –1      |
| | Alianza Popular5 (APRA–PPC–VP)                 | 16,611       | 3.13         | n/a          | 0       | ±0      |
| | Perú Posible4 (PP)                             | 6,106        | 1.15         | n/a          | 0       | ±0      |
| | Frente Esperanza (FE)                          | 2,239        | 0.42         | Nuevo        | 0       | ±0      |
| | Orden (O)                                      | 468          | 0.09         | Nuevo        | 0       | ±0      |
| |                                                |              |              |              |         |         |
| Total | Total                                          | 530,123      |              |              | 6       | ±0      |
| |                                                |              |              |              |         |         |
| Votos válidos | Votos válidos                                  | 530,123      | 67.98        | –2.79        |         |         |
| Votos en blanco | Votos en blanco                                | 126,273      | 16.19        | –0.48        |         |         |
| Votos nulos | Votos nulos                                    | 123,463      | 15.83        | +3.27        |         |         |
| Votos emitidos | Votos emitidos                                 | 779,859      | 77.23        | –3.52        |         |         |
| Abstenciones | Abstenciones                                   | 229,916      | 22.77        | +3.52        |         |         |
| Votantes registrados | Votantes registrados                           | 1,009,775    |              |              |         |         |
| |                                                |              |              |              |         |         |
| Fuente: |                                                |              |              |              |         |         |
| Notas al pie: 1 Comparado con los resultados de su partido antecesor Fonavistas del Perú en las elecciones de 2011. 2 Comparado con los resultados de su partido antecesor Fuerza 2011 en las elecciones de 2011. 3 Comparado con los resultados de Alianza para el Progreso , Restauración Nacional (ambos dentro de la coalición Alianza por el Gran Cambio ) y Somos Perú (dentro de la coalición Alianza Electoral Perú Posible ) en las elecciones de 2011. 4 Dentro de la coalición Alianza Electoral Perú Posible en las elecciones de 2011. 5 Comparado con los resultados del Partido Aprista Peruano y el Partido Popular Cristiano en las elecciones de 2011. |                                                |              |              |              |         |         |
| Notas al pie: |                                                |              |              |              |         |         |
| 1 Comparado con los resultados de su partido antecesor Fonavistas del Perú en las elecciones de 2011. 2 Comparado con los resultados de su partido antecesor Fuerza 2011 en las elecciones de 2011. 3 Comparado con los resultados de Alianza para el Progreso, Restauración Nacional (ambos dentro de la coalición Alianza por el Gran Cambio) y Somos Perú (dentro de la coalición Alianza Electoral Perú Posible) en las elecciones de 2011. 4 Dentro de la coalición Alianza Electoral Perú Posible en las elecciones de 2011. 5 Comparado con los resultados del Partido Aprista Peruano y el Partido Popular Cristiano en las elecciones de 2011.                  |                                                |              |              |              |         |         |

### Elecciones parlamentarias de 2011
| Partidos y coaliciones | Partidos y coaliciones                       | Voto popular | Voto popular | Voto popular | Escaños | Escaños |
| Partidos y coaliciones | Partidos y coaliciones                       | Votos        | %            | ±pp          | Total   | +/−     |
| --- | -------------------------------------------- | ------------ | ------------ | ------------ | ------- | ------- |
| | Fuerza 20111 (F2011)                         | 183,681      | 36.05        | +19.13       | 3       | +2      |
| | Gana Perú2 (PNP–PS–PCP–PSR)                  | 128,441      | 25.21        | +24.69       | 2       | +2      |
| | Perú Posible3 (PP–AP–SP)                     | 91,512       | 17.96        | +8.62        | 1       | +1      |
| | Alianza por el Gran Cambio4 (APP–PPC–PHP–RN) | 38,305       | 7.52         | n/a          | 0       | –1      |
| | Solidaridad Nacional5 (SN–UPP–C90–SU–TPP)    | 33,485       | 6.57         | n/a          | 0       | –2      |
| | Partido Aprista Peruano (APRA)               | 19,439       | 3.82         | –14.49       | 0       | –1      |
| | Cambio Radical (CR)                          | 9,640        | 1.89         | Nuevo        | 0       | ±0      |
| | Fuerza Social (FS)                           | 3,055        | 0.60         | Nuevo        | 0       | ±0      |
| | Fonavistas del Perú (FP)                     | 1,027        | 0.20         | Nuevo        | 0       | ±0      |
| | Adelante (Adelante)                          | 960          | 0.19         | Nuevo        | 0       | ±0      |
| |                                              |              |              |              |         |         |
| Total | Total                                        | 509,545      |              |              | 6       | +1      |
| |                                              |              |              |              |         |         |
| Votos válidos | Votos válidos                                | 509,545      | 70.77        | +6.25        |         |         |
| Votos en blanco | Votos en blanco                              | 120,004      | 16.67        | –3.01        |         |         |
| Votos nulos | Votos nulos                                  | 90,437       | 12.56        | –3.24        |         |         |
| Votos emitidos | Votos emitidos                               | 719,986      | 80.75        | –7.36        |         |         |
| Abstenciones | Abstenciones                                 | 171,611      | 19.25        | +7.36        |         |         |
| Votantes registrados | Votantes registrados                         | 891,597      |              |              |         |         |
| |                                              |              |              |              |         |         |
| Fuente: |                                              |              |              |              |         |         |
| Notas al pie: 1 Comparado con los resultados de la coalición Alianza por el Futuro en las elecciones de 2006. 2 Comparado con los resultados del Partido Socialista en las elecciones de 2006. 3 Comparado con los resultados del partido Perú Posible y la alianza Frente de Centro en las elecciones de 2006. 4 Comparado con los resultados del Partido Popular Cristiano (dentro de Unidad Nacional ) en las elecciones de 2006. 5 Comparado con los resultados del partido Unión por el Perú y Solidaridad Nacional (dentro de Unidad Nacional ) en las elecciones de 2006. |                                              |              |              |              |         |         |
| Notas al pie: |                                              |              |              |              |         |         |
| 1 Comparado con los resultados de la coalición Alianza por el Futuro en las elecciones de 2006. 2 Comparado con los resultados del Partido Socialista en las elecciones de 2006. 3 Comparado con los resultados del partido Perú Posible y la alianza Frente de Centro en las elecciones de 2006. 4 Comparado con los resultados del Partido Popular Cristiano (dentro de Unidad Nacional) en las elecciones de 2006. 5 Comparado con los resultados del partido Unión por el Perú y Solidaridad Nacional (dentro de Unidad Nacional) en las elecciones de 2006.                 |                                              |              |              |              |         |         |

### Elecciones parlamentarias de 2006
| Partidos y coaliciones | Partidos y coaliciones                            | Voto popular | Voto popular | Voto popular | Escaños | Escaños |
| Partidos y coaliciones | Partidos y coaliciones                            | Votos        | %            | ±pp          | Total   | +/−     |
| --- | ------------------------------------------------- | ------------ | ------------ | ------------ | ------- | ------- |
| | Unión por el Perú (UPP)                           | 83,306       | 20.32        | +17.45       | 2       | +2      |
| | Partido Aprista Peruano (APRA)                    | 75,065       | 18.31        | +2.99        | 1       | ±0      |
| | Alianza por el Futuro1 (C90–NM–SC)                | 69,387       | 16.92        | +12.10       | 1       | +1      |
| | Unidad Nacional (PPC–SN–RN)                       | 50,021       | 12.20        | –12.48       | 1       | ±0      |
| | Frente de Centro2 (AP–SP–CNI)                     | 28,194       | 6.88         | –0.43        | 0       | ±0      |
| | Movimiento Nueva Izquierda (MNI)                  | 18,022       | 4.40         | Nuevo        | 0       | ±0      |
| | Alianza para el Progreso (APP)                    | 14,308       | 3.49         | Nuevo        | 0       | ±0      |
| | Justicia Nacional (JN)                            | 12,530       | 3.06         | Nuevo        | 0       | ±0      |
| | Perú Posible (PP)                                 | 10,093       | 2.46         | –24.30       | 0       | –2      |
| | Restauración Nacional (RN)                        | 10,012       | 2.44         | Nuevo        | 0       | ±0      |
| | Frente Independiente Moralizador (FIM)            | 9,266        | 2.26         | –11.66       | 0       | –1      |
| | Avanza País - Partido de Integración Social (AvP) | 5,163        | 1.26         | Nuevo        | 0       | ±0      |
| | Fuerza Democrática (FD)                           | 4,587        | 1.12         | Nuevo        | 0       | ±0      |
| | Perú Ahora                                        | 4,459        | 1.09         | Nuevo        | 0       | ±0      |
| | Concertación Descentralista (PDS–MHP)             | 4,033        | 0.98         | Nuevo        | 0       | ±0      |
| | Reconstrucción Democrática                        | 3,681        | 0.90         | Nuevo        | 0       | ±0      |
| | Partido Socialista (PS)                           | 2,137        | 0.52         | Nuevo        | 0       | ±0      |
| | Frente Popular Agrícola del Perú (Frepap)         | 1,892        | 0.46         | +0.23        | 0       | ±0      |
| | Renacimiento Andino (RA)                          | 1,046        | 0.26         | –1.61        | 0       | ±0      |
| | Resurgimiento Peruano                             | 981          | 0.24         | Nuevo        | 0       | ±0      |
| | Con Fuerza Perú                                   | 671          | 0.16         | Nuevo        | 0       | ±0      |
| | Proyecto País (PrP)                               | 614          | 0.15         | –0.96        | 0       | ±0      |
| | Progresemos Perú                                  | 546          | 0.13         | Nuevo        | 0       | ±0      |
| |                                                   |              |              |              |         |         |
| Total | Total                                             | 410,014      |              |              | 5       | ±0      |
| |                                                   |              |              |              |         |         |
| Votos válidos | Votos válidos                                     | 410,014      | 64.52        | –10.70       |         |         |
| Votos en blanco | Votos en blanco                                   | 125,059      | 19.68        | +6.70        |         |         |
| Votos nulos | Votos nulos                                       | 100,375      | 15.80        | +4.00        |         |         |
| Votos emitidos | Votos emitidos                                    | 635,448      | 88.11        | +11.61       |         |         |
| Abstenciones | Abstenciones                                      | 85,791       | 11.89        | –11.61       |         |         |
| Votantes registrados | Votantes registrados                              | 721,239      |              |              |         |         |
| |                                                   |              |              |              |         |         |
| Fuente: |                                                   |              |              |              |         |         |
| Notas al pie: 1 Comparado con los resultados de los partidos Cambio 90 – Nueva Mayoría y Solución Popular ( Sí Cumple ) en las elecciones de 2001. 2 Comparado con los resultados de los partidos Acción Popular y Somos Perú en las elecciones de 2001. |                                                   |              |              |              |         |         |
| Notas al pie: |                                                   |              |              |              |         |         |
| 1 Comparado con los resultados de los partidos Cambio 90–Nueva Mayoría y Solución Popular (Sí Cumple) en las elecciones de 2001. 2 Comparado con los resultados de los partidos Acción Popular y Somos Perú en las elecciones de 2001.                   |                                                   |              |              |              |         |         |

### Elecciones parlamentarias de 2001
| Partidos y coaliciones | Partidos y coaliciones                    | Voto popular | Voto popular | Voto popular | Escaños | Escaños |
| Partidos y coaliciones | Partidos y coaliciones                    | Votos        | %            | ±pp          | Total   | +/−     |
| ---------------------- | ----------------------------------------- | ------------ | ------------ | ------------ | ------- | ------- |
|                        | Perú Posible (PP)                         | 98,102       | 26.76        | n/a          | 2       | n/a     |
|                        | Unidad Nacional (PPC–SN–RN–CR)            | 90,461       | 24.68        | n/a          | 1       | n/a     |
|                        | Partido Aprista Peruano (APRA)            | 56,169       | 15.32        | n/a          | 1       | n/a     |
|                        | Frente Independiente Moralizador (FIM)    | 51,041       | 13.92        | n/a          | 1       | n/a     |
|                        | Acción Popular (AP)                       | 22,500       | 6.14         | n/a          | 0       | n/a     |
|                        | Solución Popular (SoP)                    | 14,230       | 3.88         | n/a          | 0       | n/a     |
|                        | Unión por el Perú (UPP)                   | 10,512       | 2.87         | n/a          | 0       | n/a     |
|                        | Renacimiento Andino (RA)                  | 6,843        | 1.87         | n/a          | 0       | n/a     |
|                        | Somos Perú (SP)                           | 4,286        | 1.17         | n/a          | 0       | n/a     |
|                        | Todos por la Victoria (TpV)               | 4,123        | 1.13         | n/a          | 0       | n/a     |
|                        | Proyecto País (PrP)                       | 4,053        | 1.11         | n/a          | 0       | n/a     |
|                        | Cambio 90–Nueva Mayoría (C90–NM)          | 3,434        | 0.94         | n/a          | 0       | n/a     |
|                        | Frente Popular Agrícola del Perú (Frepap) | 831          | 0.23         | n/a          | 0       | n/a     |
|                        |                                           |              |              |              |         |         |
| Total                  | Total                                     | 366,585      |              |              | 5       | n/a     |
|                        |                                           |              |              |              |         |         |
| Votos válidos          | Votos válidos                             | 366,585      | 75.22        | n/a          |         |         |
| Votos en blanco        | Votos en blanco                           | 63,272       | 12.98        | n/a          |         |         |
| Votos nulos            | Votos nulos                               | 57,467       | 11.80        | n/a          |         |         |
| Votos emitidos         | Votos emitidos                            | 487,324      | 76.35        | n/a          |         |         |
| Abstenciones           | Abstenciones                              | 150,961      | 23.65        | n/a          |         |         |
| Votantes registrados   | Votantes registrados                      | 638,285      |              |              |         |         |
|                        |                                           |              |              |              |         |         |
| Fuente:                |                                           |              |              |              |         |         |

### Elecciones parlamentarias de 2000
Elecciones parlamentarias en distrito electoral nacional único

### Elecciones parlamentarias de 1995
Elecciones parlamentarias en distrito electoral nacional único

### Elecciones parlamentarias de 1990
| Partidos y coaliciones | Partidos y coaliciones                                     | Voto popular | Voto popular | Voto popular | Escaños | Escaños |
| Partidos y coaliciones | Partidos y coaliciones                                     | Votos        | %            | ±pp          | Total   | +/−     |
| --- | ---------------------------------------------------------- | ------------ | ------------ | ------------ | ------- | ------- |
| | Partido Aprista Peruano (APRA)                             | 83,570       | 44.60        | –14.15       | 5       | –2      |
| | Frente Democrático1 (Movimiento Libertad–PPC–AP)           | 49,082       | 26.19        | n/a          | 3       | +2      |
| | Izquierda Unida (IU)                                       | 22,137       | 11.81        | –6.08        | 1       | –1      |
| | Izquierda Socialista (IS)                                  | 16,748       | 8.94         | Nuevo        | 1       | +1      |
| | Cambio 90 (C90)                                            | 7,751        | 4.14         | Nuevo        | 0       | ±0      |
| | Frente Popular Agrícola del Perú (Frepap)                  | 3,464        | 1.85         | Nuevo        | 0       | ±0      |
| | Unión Cívica Independiente                                 | 1,868        | 1.00         | Nuevo        | 0       | ±0      |
| | Frente Nacional de Trabajadores y Campesinos2 (Frenatraca) | 1,595        | 0.85         | +0.58        | 0       | ±0      |
| | Unión Nacional Odriísta (UNO)                              | 1,163        | 0.62         | n/a          | 0       | ±0      |
| |                                                            |              |              |              |         |         |
| Total | Total                                                      | 187,378      |              |              | 10      | ±0      |
| |                                                            |              |              |              |         |         |
| Votos válidos | Votos válidos                                              | 187,378      | 100.00       | +6.52        |         |         |
| Votos en blanco | Votos en blanco                                            | 0            | 0.00         | –2.79        |         |         |
| Votos nulos | Votos nulos                                                | 0            | 0.00         | –3.73        |         |         |
| Votos emitidos | Votos emitidos                                             | 187,378      | n/d          | n/a          |         |         |
| Abstenciones | Abstenciones                                               | n/d          | n/d          | n/a          |         |         |
| Votantes registrados | Votantes registrados                                       | n/d          |              |              |         |         |
| |                                                            |              |              |              |         |         |
| Fuente: |                                                            |              |              |              |         |         |
| Notas al pie: 1 Comparado con los resultados del Partido Popular Cristiano (dentro de la coalición Convergencia Democrática ) y Acción Popular en las elecciones de 1985. 2 Comparado con los resultados de Izquierda Nacionalista (IN) en las elecciones de 1985. |                                                            |              |              |              |         |         |
| Notas al pie: |                                                            |              |              |              |         |         |
| 1 Comparado con los resultados del Partido Popular Cristiano (dentro de la coalición Convergencia Democrática) y Acción Popular en las elecciones de 1985. 2 Comparado con los resultados de Izquierda Nacionalista (IN) en las elecciones de 1985.                |                                                            |              |              |              |         |         |

### Elecciones parlamentarias de 1985
| Partidos y coaliciones | Partidos y coaliciones                                                        | Voto popular | Voto popular | Voto popular | Escaños | Escaños |
| Partidos y coaliciones | Partidos y coaliciones                                                        | Votos        | %            | ±pp          | Total   | +/−     |
| --- | ----------------------------------------------------------------------------- | ------------ | ------------ | ------------ | ------- | ------- |
| | Partido Aprista Peruano (APRA)                                                | 129,303      | 58.75        | +5.93        | 7       | +1      |
| | Izquierda Unida1 (UNIR–UDP–PRT–UI–FOCEP–APS)                                  | 39,385       | 17.89        | +7.16        | 2       | +2      |
| | Acción Popular (AP)                                                           | 35,465       | 16.11        | –16.90       | 1       | –3      |
| | Movimiento Cívico Nacional 7 de Junio (M7J)                                   | 6,822        | 3.10         | Nuevo        | 0       | ±0      |
| | Convergencia Democrática2 (PPC–MBH)                                           | 6,348        | 2.88         | +1.16        | 0       | ±0      |
| | Frente Democrático de Unidad Nacional (FUN)                                   | 990          | 0.45         | Nuevo        | 0       | ±0      |
| | Lista Independiente Movimiento Independiente por el Departamento de Cajamarca | 776          | 0.35         | Nuevo        | 0       | ±0      |
| | Izquierda Nacionalista3 (IN)                                                  | 596          | 0.27         | –0.23        | 0       | ±0      |
| | Partido Socialista de los Trabajadores (PST)                                  | 418          | 0.19         | Nuevo        | 0       | ±0      |
| |                                                                               |              |              |              |         |         |
| Total | Total                                                                         | 220,103      |              |              | 10      | ±0      |
| |                                                                               |              |              |              |         |         |
| Votos válidos | Votos válidos                                                                 | 220,103      | 93.48        | +19.79       |         |         |
| Votos en blanco | Votos en blanco                                                               | 6,578        | 2.79         | –9.59        |         |         |
| Votos nulos | Votos nulos                                                                   | 8,765        | 3.73         | –10.20       |         |         |
| Votos emitidos | Votos emitidos                                                                | 235,446      | 65.71        | n/a          |         |         |
| Abstenciones | Abstenciones                                                                  | 122,887      | 34.29        | n/a          |         |         |
| Votantes registrados | Votantes registrados                                                          | 358,333      |              |              |         |         |
| |                                                                               |              |              |              |         |         |
| Fuente: |                                                                               |              |              |              |         |         |
| Notas al pie: 1 Comparado con los resultados de los partidos Unión de Izquierda Revolucionaria (PCP-PR–PCR–VR–FLN), Unidad Democrático Popular (UDP), Partido Revolucionario de los Trabajadores (PRT), Unidad de Izquierda (UI), el Frente Obrero Campesino Estudiantil y Popular (FOCEP) y Acción Política Socialista (APS) en las elecciones de 1980. 2 Comparado con los resultados del Partido Popular Cristiano (PPC) en las elecciones de 1980. 3 Comparado con los resultados del Frente Nacional de Trabajadores y Campesinos (Frenatraca) en las elecciones de 1980. |                                                                               |              |              |              |         |         |
| Notas al pie: |                                                                               |              |              |              |         |         |
| 1 Comparado con los resultados de los partidos Unión de Izquierda Revolucionaria (PCP-PR–PCR–VR–FLN), Unidad Democrático Popular (UDP), Partido Revolucionario de los Trabajadores (PRT), Unidad de Izquierda (UI), el Frente Obrero Campesino Estudiantil y Popular (FOCEP) y Acción Política Socialista (APS) en las elecciones de 1980. 2 Comparado con los resultados del Partido Popular Cristiano (PPC) en las elecciones de 1980. 3 Comparado con los resultados del Frente Nacional de Trabajadores y Campesinos (Frenatraca) en las elecciones de 1980.               |                                                                               |              |              |              |         |         |

### Elecciones parlamentarias de 1980
| Partidos y coaliciones | Partidos y coaliciones                                    | Voto popular | Voto popular | Voto popular | Escaños | Escaños |
| Partidos y coaliciones | Partidos y coaliciones                                    | Votos        | %            | ±pp          | Total   | +/−     |
| ---------------------- | --------------------------------------------------------- | ------------ | ------------ | ------------ | ------- | ------- |
|                        | Partido Aprista Peruano (APRA)                            | 75,991       | 52.82        | n/a          | 6       | n/a     |
|                        | Acción Popular (AP)                                       | 47,486       | 33.01        | n/a          | 4       | n/a     |
|                        | Unión de Izquierda Revolucionaria (PCP-PR–PCR–VR–FLN)     | 7,857        | 5.46         | n/a          | 0       | n/a     |
|                        | Unidad de Izquierda (UI)                                  | 3,398        | 2.36         | n/a          | 0       | n/a     |
|                        | Partido Popular Cristiano (PPC)                           | 2,467        | 1.72         | n/a          | 0       | n/a     |
|                        | Frente Obrero Campesino Estudiantil y Popular (FOCEP)     | 1,504        | 1.05         | n/a          | 0       | n/a     |
|                        | Unidad Democrático Popular (UDP)                          | 1,465        | 1.02         | n/a          | 0       | n/a     |
|                        | Partido Revolucionario de los Trabajadores (PRT)          | 1,202        | 0.84         | n/a          | 0       | n/a     |
|                        | Unión Nacional Odriísta (UNO)                             | 1,178        | 0.82         | n/a          | 0       | n/a     |
|                        | Frente Nacional de Trabajadores y Campesinos (Frenatraca) | 713          | 0.50         | n/a          | 0       | n/a     |
|                        | Movimiento Democrático Peruano (MDP)                      | 608          | 0.42         | n/a          | 0       | n/a     |
|                        |                                                           |              |              |              |         |         |
| Total                  | Total                                                     | 143,869      |              |              | 10      | n/a     |
|                        |                                                           |              |              |              |         |         |
| Votos válidos          | Votos válidos                                             | 143,869      | 73.69        | n/a          |         |         |
| Votos en blanco        | Votos en blanco                                           | 24,169       | 12.38        | n/a          |         |         |
| Votos nulos            | Votos nulos                                               | 27,185       | 13.93        | n/a          |         |         |
| Votos emitidos         | Votos emitidos                                            | 195,223      | n/d          | n/a          |         |         |
| Abstenciones           | Abstenciones                                              | n/d          | n/d          | n/a          |         |         |
| Votantes registrados   | Votantes registrados                                      | n/d          |              |              |         |         |
|                        |                                                           |              |              |              |         |         |
| Fuente:                |                                                           |              |              |              |         |         |